# 战殊
战殊（1985年5月2日—），中国前女子游泳运动员。她曾参加2000年夏季奥运会和2004年夏季奥运会游泳比赛，还曾获得2002年亚洲运动会游泳比赛女子100米仰泳金牌。